# 兵庫県道509号桑原栗柄線
兵庫県道509号桑原栗柄線（ひょうごけんどう509ごう くわばらくりからせん）は、兵庫県丹波篠山市を通る一般県道である。

## 概要
丹波篠山市桑原から丹波篠山市栗柄に至る。
兵庫県道・京都府道710号本郷辻線から分岐し、峠を越えて栗柄ダムの横を通り兵庫県道・京都府道97号篠山三和線に合流する。道路は大型車通行止めで兵庫県道・京都府道97号篠山三和線の通る鼓峠よりも標高の高いところを通る。

### 路線データ
- 起点：丹波篠山市桑原（兵庫県道・京都府道710号本郷辻線交点）
- 終点：丹波篠山市栗柄（兵庫県道・京都府道97号篠山三和線交点）
- 総延長：5.938 km

## 地理

### 通過する自治体
- 丹波篠山市

### 交差する道路
| 交差する道路                     | 交差する場所 | 交差する場所 |
| -------------------------------- | ------------ | ------------ |
| 兵庫県道・京都府道710号本郷辻線  | 桑原         | 起点         |
| 兵庫県道・京都府道97号篠山三和線 | 栗柄         | 終点         |

### 沿線
- 栗柄ダム